# Podhale Amp Futbol Cup 2015
Podhale Amp Futbol Cup 2015 – pierwsza edycja międzynarodowego ampfutbolowego turnieju piłkarskiego, która odbyła się w Nowym Targu i Łapszach Niżnych 6 i 7 czerwca 2015 roku. Jego zwycięzcą została reprezentacja Polski, która wyprzedziła Irlandię, Ukrainę i Holandię.

## Uczestnicy

### Klasyfikacja końcowa
| Miejsce | Reprezentacja | Punkty | Mecze | Zwycięstwa | Remisy | Porażki | Br+ | Br- | +/− |
| ------- | ------------- | ------ | ----- | ---------- | ------ | ------- | --- | --- | --- |
| złoto   | Polska        | 9      | 3     | 3          | 0      | 0       | 9   | 1   | +8  |
| srebro  | Irlandia      | 6      | 3     | 2          | 0      | 1       | 6   | 1   | +5  |
| brąz    | Ukraina       | 3      | 3     | 1          | 0      | 2       | 6   | 5   | +1  |
| 4.      | Holandia      | 0      | 3     | 0          | 0      | 3       | 0   | 14  | -14 |

## Mecze
| 6 czerwca 2015 | Polska · Tomasz Miś | 1:0(0:0) | Irlandia | Stadion Miejski im. Józefa Piłsudskiego, Nowy Targ, Polska · |
|                |                     |          |          |                                                              |

| 6 czerwca 2015 | Holandia | 0:3(0:2) | Ukraina | Stadion Miejski im. Józefa Piłsudskiego, Nowy Targ, Polska · |
|                |          |          |         |                                                              |

| 6 czerwca 2015 | Ukraina | 0:2(0:1) | Irlandia | Stadion Miejski im. Józefa Piłsudskiego, Nowy Targ, Polska · |
|                |         |          |          |                                                              |

| 6 czerwca 2015 | Polska · Mateusz Kabała · Sebastian Ziółkowski | 5:0(2:0) | Holandia | Stadion Miejski im. Józefa Piłsudskiego, Nowy Targ, Polska · |
|                |                                                |          |          |                                                              |

| 7 czerwca 2015 | Irlandia | 4:0(1:0) | Holandia | Łapsze Niżne, Polska · |
|                |          |          |          |                        |

| 7 czerwca 2015 | Polska · Bartosz Łastowski 35', 40' · Rafał Bieńkowski 36' | 3:1(0:1) | Ukraina · 13' Anatolij Miedwiediuk | Łapsze Niżne, Polska · |
|                |                                                            |          |                                    |                        |